# Lista de operações da Polícia Federal do Brasil

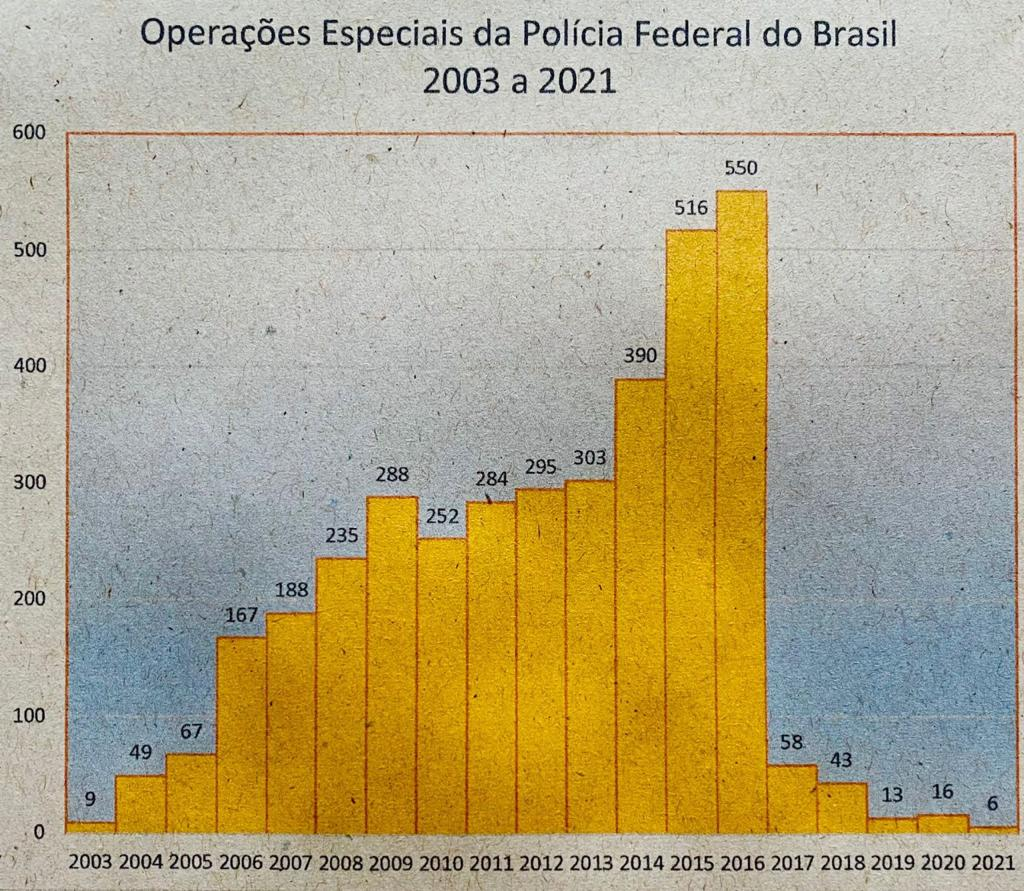
Número de operações especiais da Polícia Federal do Brasil de 2003 a 2021

Esta é uma lista de operações especiais da Polícia Federal do Brasil divulgadas desde 2003.

## Década de 2000

### 2003
Número de operações: 9
- Operação Águia (13 de junho)
- Operação Sucuri (7 de dezembro)
- Operação Nicotina II (3 de setembro)
- Operação Planador (6 de agosto)
- Operação Trânsito Livre (9 de dezembro)
- Operação Praga do Egito ou Gafanhoto (26 de novembro)
- Operação Cavalo de Troia (5 de novembro)
- Operação Anaconda (30 de outubro)
- Operação Concha Branca (15 de setembro)
- Operação Setembro Negro (18 de setembro)
- Operação Drake (2 de setembro)
- Operação Garça (28 de agosto)
- Operação Tempestade no Oeste (29 de outubro)
- Operação Medusa (30 de outubro)
- Operação Paz no Campo (14 de outubro)
- Operação Lince (13 de novembro)

### 2004
Número de operações: 49
- Operação Feliz  (22 de janeiro)
- Operação Fraude Zero (10 de fevereiro)
- Operação Soro (5 de março)
- Operação Pandora (19 de março)
- Operação Matusalém (15 de abril)
- Operação Mamoré (20 de abril)
- Operação Barrilha (26 de abril)
- Operação Pindorama (13 de maio)
- Operação Shogun (1 de junho)
- Operação Rosa dos Ventos (5 de junho)
- Operação Tamar (19 de junho)
- Operação Lince II (23 de junho)
- Operação Pensacola (23 de junho)
- Operação Caso Unaí (27 de julho)
- Operação Orcrim Esa (5 de agosto)
- Operação Zumbi (6 de agosto)
- Operação Albatroz (10 de agosto)
- Operação Farol da Colina (17 de agosto)
- Operação Cavalo de Troia II (20 de outubro)
- Operação Pardal (25 de outubro)
- Operação Mucuripe (25 de outubro)
- Operação Chacal (13 de dezembro)
- Operação Pororoca (4 de novembro)
- Operação Capela (5 de novembro)
- Operação Poeira no Asfalto (8 de novembro)
- Operação Cataratas (8 de novembro)
- Operação Midas (10 de novembro)
- Operação Catuaba (12 de novembro)
- Operação Faraó (18 de novembro)
- Operação Águia II
- Operação São José dos Campos (24 de novembro)
- Operação Mascates (29 de novembro)
- Operação Perseu (1 de dezembro)
- Operação Sentinela (2 de dezembro)
- Operação Castelo (3 de dezembro)
- Operação Mar Azul (7 de dezembro)
- Operação Cavalo de Aço (7 de dezembro)
- Operação Saia Justa (13 de dezembro)
- Operação Fênix (15 de dezembro)

### 2005
Número de operações: 67
- Operação Alcateia (14 de janeiro)
- Operação AshCatium (27 de janeiro)
- Operação Predador (28 de janeiro)
- Operação Petisco (2 de fevereiro)
- Operação Pretorium (10 de fevereiro)
- Operação Big Brother (15 de fevereiro)
- Operação Clone (16 de fevereiro)
- Operação Terra Nostra (17 de fevereiro)
- Operação Caronte (18 de fevereiro)
- Operação Negro Cueca (20 de fevereiro)
- Operação Ajuste Fiscal (24 de fevereiro)
- Operação Dragão (18 de março)
- Operação Buritis (31 de março)
- Operação Março Branco (5 de abril)
- Operação Tango (11 de abril)
- Operação Castanhola (14 de abril)
- Operação Hidra (4 de maio)
- Operação Gabiru (17 de maio)
- Operação Spectro (31 de maio)
- Operação Curupira (2 de junho)
- Operação Anjo da Guarda (7 de junho)
- Operação Panorama (8 de junho)
- Operação Cevada (junho)
- Operação Tentáculos (16 de junho)
- Operação Tâmara (17 de junho)
- Operação Mercúrio (27 de junho)
- Operação Monte Éden (30 de junho)
- Operação Narciso (14 de julho)
- Operação Confraria (21 de julho)
- Operação Lion Tech (3 de agosto)
- Operação Falsário (4 de agosto)
- Operação Macunaíma (5 de agosto)
- Operação Babilônia (5 de agosto)
- Operação Matinta Perêra (5 de agosto)
- Operação Encaixe (11 de agosto)
- Operação Caá-Ete (15 de agosto)
- Operação Curupira II (18 de agosto)
- Operação Serraluz (22 de agosto)
- Operação Pégasus (25 de agosto)
- Operação Roupa Suja (22 de agosto)
- Operação Trevo (31 de agosto)
- Operação Anjo da Guarda II (31 de agosto)
- Operação Fronteira Legal (30 de agosto)
- Operação Mercado Negro (1 de agosto)
- Operação Tentáculos III (6 de setembro)
- Operação Bye Bye Brasil (14 de setembro)
- Operação Canaã e Overbox (14 de setembro)
- Operação Trevo II (22 de setembro)
- Operação Dublê (5 de outubro)
- Operação Mandrake (6 de outubro)
- Operação Pedra Bonita (7 de outubro)
- Operação Bloqueio (5 de outubro)
- Operação Campus Limpo (18 de outubro)
- Operação Ouro Verde (26 de outubro)
- Operação Argus (1 de novembro)
- Operação Corona (2 de novembro)
- Operação Êxodo (3 de novembro)
- Operação Plata (4 de novembro)
- Operação Centurião (10 de novembro)
- Operação Rio Pardo (novembro)
- Operação Ponto Com (dezembro)
- Operação Canil (6 de dezembro)
- Operação Breakdown (6 de dezembro)
- Operação Firula (8 de dezembro)
- Operação Anfíbio (13 de dezembro)
- Operação Trinca Ferro (14 de dezembro)
- Operação Crepúsculo (17 de dezembro)

### 2006
Número de operações: 167
- Operação Cruz Vermelha (11 de janeiro)
- Operação Decadência Total (20 de janeiro)
- Operação Capitão Gancho II (26 de janeiro)
- Operação Ilha da Fantasia (28 e 29 de janeiro)
- Operação Águas Seguras (21 e 22 de janeiro)
- Operação Cangaço (25 de janeiro)
- Operação Coqueiro (26 de janeiro)
- Operação Araripe (26 de janeiro)
- Operação 3x1 (6 de fevereiro)
- Operação Toga (7 de fevereiro)
- Operação Tic-Tac (8 de fevereiro)
- Operação Cegonha (9 de fevereiro)
- Operação Carbono (10 de fevereiro)
- Operação TM (10 de fevereiro)
- Operação Scan (14 de fevereiro)
- Operação Brother (15 de fevereiro)
- Operação Azahar (22 de fevereiro)
- Operação Câmbio (22 de fevereiro)
- Operação Xeque-Mate (23 de fevereiro)
- Operação Mar Egeu (7 de março)
- Operação Esfinge (9 de fevereiro)
- Operação AshCatium II (2 de agosto)
- Operação Cara de Abraço (15 de agosto)
- Operação Safári (10 de março)
- Operação Mercado Preso (13 de março)
- Operação Cassinos II (14 de março)
- Operação Balaústre (15 de março)
- Operação Doublê (15 de março)
- Operação Cidade Baixa (21 de março)
- Operação Tarantela (21 de março)
- Operação Suíça (21 de março)
- Operação Urutau (22 de março)
- Operação Dissolve (23 de março)
- Operação Fim da Linha (27 de março)
- Operação Tarô (28 de março)
- Operação Boas Vindas II (30 de março)
- Operação Paralelo 251 (4 de abril)
- Operação Cerrado  (6 de abril)
- Operação Calouro (9 de abril)
- Operação Galiléia (28 de abril)
- Operação Caloria (26 de abril)
- Operação Piraíba (4 de maio)
- Operação Sanguessuga (9 de maio)
- Operação Pólo (9 de maio)
- Operação Hélios (10 de maio)
- Operação Boneco de Pano (11 de maio)
- Operação Carta Marcada (12 de maio)
- Operação Vidas Secas II (12 de maio)
- Operação Branca de Neve (16 de maio)
- Operação Oceanos Gêmeos Abertura (17 de maio)
- Operação Macunaíma (17 de maio)
- Operação Desmanche
- Operação Torniquete (19 de maio)
- Operação Senil (22 de maio)
- Operação Castores (23 de maio)
- Operação Bala Doce (25 de maio)
- Operação Escudo (26 de maio)
- Operação Alecto (31 de maio)
- Operação Carro Zero (2 de junho)
- Operação Casa Velha
- Operação Violeta (6 de junho)
- Operação Charrua (8 de junho)
- Operação Guaru (8 de junho)
- Operação Novo Empate
- Operação Tibagi (12 de junho)
- Operação Geralda Tocopreto (13 de junho)
- Operação Aroeira
- Operação Faxina (14 de junho)
- Operação Lusa (18 de junho)
- Operação Depósito (20 de junho)
- Operação Mercador
- Operação 14 Bis (29 de junho)
- Operação Terra Prometida (30 de junho)
- Operação Artemis
- Operação Conta Conjunta
- Operação Nobilis
- Operação Ícaro
- Operação Fox
- Operação Zapatta
- Operação Cerol
- Operação Com Dor
- Operação Mão-de-Obra
- Operação Tanque Cheio
- Operação Sintonia
- Operação Asfalto Limpo
- Operação Enguia
- Operação Dominó
- Operação Tigre
- Operação Isaías
- Operação Saúva
- Operação Dilúvio
- Operação Roncador
- Operação Cabo
- Operação Víspora II
- Operação Exodus
- Operação Harmonia
- Operação Galáticos
- Operação Gládio
- Operação Amigos da Onça
- Operação Gavião
- Operação Euterpe
- Operação Campo Fértil (1º de setembro)
- Operação Facção Toupeira
- Operação Daniel (5 de setembro)
- Operação Corsário
- Operação Castela e Madri (6 de setembro)
- Operação Replicante (12 de setembro)
- Operação Vermelho 27
- Operação Harmonia-Retomada
- Operação Sansão
- Operação Abstinência
- Operação Eros
- Operação Tridente (19 de setembro)
- Operação Gabarito
- Operação Aço Forte (21 de setembro)
- Operação Tráfico.Com
- Operação Gato de Botas
- Operação Felina (25 de setembro)
- Operação Voto Livre
- Operação Grandes Lagos
- Operação Overlord
- Operação Seja Legal (10 de outubro)
- Operação Bola de Fogo (10 de outubro)
- Operação Defeso do Camarão (10 de outubro)
- Operação I-Commerce
- Operação Caraxué (18 de outubro)
- Operação Copa (19 de outubro)
- Operação Anos Dourados
- Operação Ciclone (20 de outubro)
- Operação Caribe (24 de outubro)
- Operação Venezuela (25 de outubro)
- Operação Silvestre (1º de novembro)
- Operação Vesúvio (9 de novembro)
- Operação Reação (9 de novembro)
- Operação Víspora III (9 de novembro
- Operação Alcatrão (13 de novembro)
- Operação Rêmora (14 de novembro)
- Operação Alcaides (14 de novembro)
- Operação Pebra
- Operação Corsário II (17 de novembro)
- Operação Kayabi
- Operação Castelhana (23 de novembro)
- Operação Davi
- Operação Esporão (24 de novembro)
- Operação Drake (28 de novembro)
- Operação Tsunami (29 de novembro)
- Operação Hook
- Operação Crivo
- Operação Licomedes
- Operação Câmbio Livre
- Operação Control+Alt+Del (7 de dezembro)
- Operação Cristal Negro (7 de dezembro)
- Operação Passagem
- Operação Sentença
- Operação Oráculo (11 de dezembro)
- Operação Bingo (12 de dezembro)
- Operação Caça-Níqueis (14 de dezembro)
- Operação Telhado de Vidro (14 de dezembro)
- Operação Afrodite (14 de dezembro)
- Operação Gladiador (15 de dezembro)
- Operação Tingüí (15 de dezembro)
- Operação Ouro de Tolo
- Operação Maçaranduba
- Operação Pinóquio (19 de dezembro)
- Operação Boca Limpa (20 de dezembro)
- Operação Caiman (22 de dezembro)
- Operação Puerto Libre
- Operação Afrodite II (24 de dezembro)
- Operação São Matheus

### 2007
Número de operações: 188
- Operação Linhas Cruzadas
- Operação Vintém
- Operação Sodoma
- Operação Passe Livre
- Operação Tv Pirata
- Operação Aliança
- Operação Kolibra
- Operação Parabellum
- Operação Cedro-Maracá
- Operação Tubarão
- Operação Roseira
- Operação Big-Apple
- Operação Valáquia
- Operação Sintonia
- Operação Piratas da Lavoura
- Operação Rio Nilo
- Operação 387
- Operação Savana
- Operação Ananias
- Operação Xingu
- Operação Casão
- Operação Truco
- Operação Morpheu
- Operação Miragem
- Operação Naciente
- Operação Byblos
- Operação Jota
- Operação Derrame
- Operação Antídoto
- Operação Platina
- Operação Âncora
- Operação Curitiba
- Operação Interferência
- Operação Testamento
- Operação Malha Sertão
- Operação Ouro Verde
- Operação Conexão Alfa
- Operação Malha Fina
- Operação Aveloz
- Operação Arara Preta
- Operação Hurricane
- Operação 42 Graus
- Operação Cobra D'Água
- Operação Kaspar
- Operação Lacraia
- Operação Game Over
- Operação Oeste
- Operação Terra do Sol
- Operação Vaga Certa
- Operação Moeda Verde
- Operação 274
- Operação Campo Verde
- Operação Cacique
- Operação Paraíso
- Operação Iscariotes
- Operação Conexão Criciúma
- Operação Navegantes
- Operação Pó da China
- Operação Carimbo
- Operação Mapinguari
- Operação Navalha
- Operação Hipócrates
- Operação Contranicot
- Operação Banco Imobiliário
- Operação Ouro Negro
- Operação Hiena
- Operação Guarany
- Operação Bruxelas
- Operação Xeque-Mate
- Operação Espiral
- Operação Senhor dos Anéis
- Operação Rosa dos Ventos IV
- Operação Prometeu
- Operação Rota Oeste
- Operação Zaqueu
- Operação Sétimo Dia
- Operação Vitória
- Operação Caipora
- Operação Rússia
- Operação Lavrador
- Operação Alcatéia
- Operação Camaleão
- Operação Freud
- Operação Tv Legal
- Operação Oriente
- Operação Abatedouro
- Operação Reluz
- Operação Columbus
- Operação Matamento
- Operação Pen Drive
- Operação Bumerangue
- Operação Game Over
- Operação Sabinas
- Operação Ouro Verde II
- Operação Lobo Guerreiro
- Operação Hipócrates
- Operação Águas Profundas
- Operação Aliança
- Operação Alaska
- Operação Placebo
- Operação Pluma
- Operação Gerúsia
- Operação Selo
- Operação Convento
- Operação Macuco
- Operação Farrapos
- Operação Zebu
- Operação Catraca
- Operação São Francisco
- Operação Colossus
- Operação Tubarão
- Operação Aposta
- Operação Revisão
- Operação Zeus
- Operação Contestado
- Operação Zebra
- Operação Tabaco
- Operação Patrimônio
- Operação Carranca de Troia
- Operação Colmeia
- Operação Barão
- Operação Faxina
- Operação Pedra Lascada
- Operação Interferência II
- Operação Vênus
- Operação Pulverizador
- Operação Espectro Negro
- Operação Ribeirão
- Operação Minotauro
- Operação Duna Branca
- Operação Cárcere
- Operação Metalose
- Operação Profeta
- Operação Via Salária
- Operação Tríade
- Operação Área Livre
- Operação Persona
- Operação Wood Stock
- Operação Alquimista
- Operação Gaia
- Operação Ouro Branco
- Operação Esfinge
- Operação Metástase
- Operação X-9
- Operação Solanácea
- Operação Iara
- Operação Alquila
- Operação Veneza
- Operação Rodin
- Operação Mecenas
- Operação Kaspar II
- Operação Vento Sul
- Operação Roterdam
- Operação Lenha Branca
- Operação Metamorfose
- Operação Cia do Extermínio
- Operação Ilíada
- Operação Carranca
- Operação Sete Erros
- Operação Revisão II
- Operação Veredas
- Operação Ceres
- Operação Constelação
- Operação Xadrez
- Operação Avc
- Operação Curto Circuito
- Operação Fênix
- Operação Jaleco Branco
- Operação Casa Nova
- Operação Oitava Praga
- Operação Muro de Fogo
- Operação Lolicon
- Operação Taturana
- Operação Sofia
- Operação Repique
- Operação Corvina
- Operação Feitoria
- Operação Monte Líbano
- Operação Spoter
- Operação Garoa
- Operação Rapina
- Operação Império
- Operação Toscano
- Operação Naufrágio
- Operação Toca
- Operação Al Capone
- Operação Carrossel
- Operação Good Vibes
- Operação Cartas Marcadas[5]

### 2008
Número de operações: 235
- Operação Moeda
- Operação Mula
- Operação Amálgama
- Operação Boas Vindas III
- Operação Rede Marginal
- Operação Iceberg
- Operação Interferência
- Operação Arredores
- Operação Centro
- Operação Hígia
- Operação Kabuf
- Operação Pirita
- Operação Ingo
- Operação Desvio Químico
- Operação Arco de Fogo
- Operação São José
- Operação Varredura
- Operação Aldeia Livre
- Operação Flash Back
- Operação Centelha
- Operação Madri
- Operação Tarrafa
- Operação Integrada Afrodite
- Operação Telhado de Vidro
- Operação Pinóquio
- Operação Fariseu
- Operação Cola
- Operação Pórtico
- Operação Paralelo
- Operação Pleno Emprego
- Operação Contramão
- Operação Rapina II
- Operação Titanic
- Operação Pechisbeque
- Operação Pasárgada
- Operação Muralha
- Operação Contato
- Operação Nautilus
- Operação Butiá
- Operação Auxílio-Sufrágio
- Operação Santa Teresa
- Operação Termes
- Operação Treviso
- Operação Anjos do Sol
- Operação Bolsa-Receita
- Operação Camaleão
- Operação Nêmesis
- Operação Colheita
- Operação Cardume
- Operação Lactose
- Operação Neve no Cerrado
- Operação Diamante Negro
- Operação Vorax
- Operação Camuflagem
- Operação Caipora
- Operação Segurança Pública[7]
- Operação Canal 70.1
- Operação Cartada Final
- Operação Sinal Vermelho
- Operação Albergue
- Operação Savana
- Operação Pedra de Fogo
- Operação Esperança
- Operação Banacre
- Operação Arcanjo
- Operação Placebo II
- Operação Rosa dos Ventos V
- Operação Cariri
- Operação Capelinha
- Operação Fronteira Sul
- Operação Cana Brava
- Operação Passadiço
- Operação de Volta Para Pasárgada
- Operação Lambari
- Operação Hígia
- Operação Gestão Plena
- Operação Pampa
- Operação Guarani
- Operação Balaiada
- Operação Clone
- Operação Influenza
- Operação João-de-Barro
- Operação Porto
- Operação Teimoso
- Operação Jogo Perigoso
- Operação Miami
- Operação Houdini
- Operação Quixadá
- Operação Loki
- Operação Posto Seguro
- Operação Epidemia
- Operação Arredores II
- Operação Serpente Negra
- Operação Arquipélago
- Operação I-Commerce II
- Operação Play Back
- Operação Olympia
- Operação Mão Invisível
- Operação Satiagraha
- Operação Bicho Mineiro
- Operação Colheita Norte
- Operação Combate
- Operação Mãos Dadas
- Operação Toque de Midas
- Operação San Lucca
- Operação Kirão
- Operação Akator
- Operação Ferreiro
- Operação Norne
- Operação Cascavel
- Operação Psicose
- Operação Pedra Redonda
- Operação Deja Vu
- Operação Avalanche
- Operação Boi Branco[8]

### 2009
Número de operações: 288
- Operação Caixa de Pandora
- Operação Castelo de Areia

## Década de 2010

### 2010
Número de operações: 252
- Operação Maet
- Operação Voltante

### 2011
Número de operações: 284
- Operação Refino
- Operação Ilusão de Ótica
- Operação Dedicado

### 2012
Número de operações: 295
- Operação Intolerância[11]
- Operação Porto Seguro
- Operação Durkheim
- Operação Crackalves

### 2013
Número de operações: 303
- Operação Garina[12][13]
- Operação Planeta[14]
- Operação Concutare[15]
- Operação G-7[16]
- Operação Ararath
- Operação Miquéias[17]

### 2014
Número de operações: 390
- Operação Éskhara[18]
- Operação Darknet[19]
- Operação Lava Jato[20]
  - Operação Bidone
  - Operação Dolce Vita
  - Operação Casablanca
  - Operação Bidone II
  - Operação Bidone III
  - Operação Juízo Final[21]
- Operação Carmelina[22]
- Operação Gafanhotos[23]

### 2015
Número de operações: 516
- Operação Zaqueu[24]
- Operação Pulso[25]
- Operação Zelotes[26]
  - Operação Zelotes (2ª fase)[27]
  - Operação Zelotes (3ª fase)[28]
  - Operação Zelotes (4ª fase)[29]
  - Operação Zelotes (5ª fase)[30]
- Operação Acrônimo[31]
- Operação Andaime II[32][33]
- Operação Lava Jato
  - Operação Lava Jato (8ª fase)[34]
  - Operação My Way[35]
  - Operação Que País é esse[36]
  - Operação A Origem[37]
  - Operação Lava Jato (12ª fase)[38]
  - Operação Lava Jato (13ª fase)[39]
  - Operação Erga Omnes[40]
  - Operação Conexão Mônaco[41]
  - Operação Politeia[42]
  - Operação Radiotividade[43]
  - Operação Pixuleco[44]
  - Operação Pixuleco II[45]
  - Operação Nessun Dorma[46]
  - Operação Corrosão[47]
  - Operação Passe Livre[48]
  - Operação Crátons[49]
  - Operação Vidas Secas[50]
  - Operação Catilinárias[51]
  - Operação Sangue Negro[52]
- Operação Gol Contra
- Operação Expresso 150
- Operação Asclépia[53]

### 2016
Número de operações: 550
- Operação Dupla Face[54]
- Operação Lava Jato
  - Operação Triplo X[55]
  - Operação Acarajé[56]
  - Operação O Recebedor[57]
  - Operação Aletheia[58]
  - Desdobramento da Operação Acarajé[59]
  - Operação Polimento[60]
  - Operação Xepa[61]
  - Operação Carbono 14[62]
  - Operação Vitória de Pirro[63]
  - Operação Janus[64]
  - Operação Repescagem[65]
  - Operação Vício[66]
  - Operação Custo Brasil[67]
  - Operação Tabela Periódica[68]
  - Operação Sépsis[69]
  - Operação Abismo[70]
  - Operação Pripyat[71]
  - Operação Caça-Fantasmas[72]
  - Operação Resta Um[73][74]
  - Operação Irmandade[75]
  - Operação Arquivo X[76]
  - Operação Omertà[77]
  - Operação Dragão[78]
  - Operação Calicute[79]
  - Operação Deflexão[80]
  - Operação Descontrole[81]
- Operação Zelotes
  - Operação Zelotes (6º fase)[82]
  - Operação Zelotes (7ª fase)
  - Operação Zelotes (8ª fase)
- Operação Créditos Podres[83]
- Operação Falsa Morada[84]
- Operação Acrônimo (12 fases)
  - Operação Acrônimo (5º fase)[85][86]
- Operação Mar de Lama (8 fases)[87]
- Operação Lama Asfáltica, segunda fase[88]
- Operação Esfinge[89]
- Operação Bota-Fora[90]
- Operação Turbulência[91]
- Operação Recomeço[92][93]
- Operação Boca Livre (2 fases)[94]
- Operação Lázaro[95]
- Operação Saqueador[96]
- Operação Black List[97]
- Operação Quatro Mãos[98]
- Operação Mato Cerrado[99]
- Operação Inversão[100]
- Operação Dopamina[101]
- Operação Ali Babá[102][103]
- Operação Hashtag (4 fases)[104][105][106]
- Operação Decantação[107]
- Operação Sevandija[108]
- Operação Greenfield[109]
- Operação Véu Protetor[110]
- Operação Ápia[111]
- Operação For All[112]
- Operação Métis[113][114]
- Operação Chequinho[115]
- Operação Nenhures, terceira fase
- Operação Darknet, segunda fase
- Operação Rios Voadores[116]
- Operação Barba Negra, segunda fase[117]
- Operação Fides[118]
- Operação Livre Concorrência[119]
- Operação Larva[120]
- Operação Ilusionista[121]
- Operação Sevandija[122]
  - Operação Mamãe Noel[123]
- Operação Securitas[124]
- Operação Bagration[125]
- Operação Curadoria[126]
- Operação Niágara
- Operação Falsário[127]
- Operação Leopoldo[128]
- Operação Hidra de Lerna
- Operação Simão[129]
- Operação Expresso 150
  - Operação Expresso 150 (2a fase)
- Operação Alanis[130]
- Operação Embuste[131]
- Operação Jogo Limpo[132]
- Operação Default[133]
- Operação Hefasta[134]
- Operação Wolverine[135]

### 2017
- Operação Lava Jato
  - Operação Cui Bono?[136]
  - Operação Eficiência[137]
  - Operação Mascate[138]
  - Operação Leviatã[139]
  - Operação Blackout[140]
  - Operação Tolypeutes[141]
  - Operação Satélites[142]
    - Operação Satélites 2[143]

  - Operação Paralelo[144]
  - Operação O Quinto do Ouro[145]
  - Operação Fatura Exposta[146]
  - Operação Asfixia[147]
  - Operação Patmos[148]
  - Operação De Volta aos Trilhos[149]
  - Operação Poço Seco[150]
  - Operação Ratatouille[151]
  - Operação Cifra Oculta[152]
  - Operação Manus[153]
  - Operação Ponto Final[154]
  - Operação Cobra[155]
  - Operação Rio 40 graus[156]
  - Operação Gotham City[157]
  - Operação Sem Fronteiras[158]
  - Operação Abate[158]
    - Operação Abate II[159]

  - Operação Unfair Play[160]
    - Operação Unfair Play 2º tempo[161][162]

  - Operação Tesouro Perdido[163]
  - Operação Cadeia Velha[164]
  - Operação Sothis[165]
  - Operação C'est fini[166]
  - Operação Baixo Augusta[167]
- Operação Antiquários[168]
- Operação Vórtex[169]
- Operação Crisol[170]
- Operação Cosa Nostra[171]
- Operação Fogo de Palha[172]
- Operação Carne Fraca[173]
  - Operação Antídoto[174]
- Operação Research[175]
- Operação Perfídia[176]
- Operação Águas Claras[177]
- Operação Stellio Natus[178]
- Operação Conclave[179]
- Operação Spectrum[180]
- Operação Lama Asfáltica, quarta fase[181]
- Operação Bullish[182]
- Operação Lucas[183]
- Operação Panatenaico[184]
- Operação Tendão de Aquiles[185]
- Operação Hoder[186]
- Operação Naum[187]
- Operação Proteina[188]
- Operação Grajaú[189]
- Operação Papel Fantasma[190]
- Operação Adsumus[191]
- Operação Ostrich[192]
- Operação Ex-Fumo[193]
- Operação Brabo[194]
- Operação Hammer-on[195]
- Operação Anteros[196]
- Operação Rosas dos Ventos[196]
- Operação Étimo[197]
- Operação Conexão Venezuela[198]
- Operação Fraternidade[199]
- Operação Ouvidos Moucos[200]
- Operação Malebolge[201]
- Operação Afronta[202]
- Operação Inimigo Oculto[203]
- Operação Moneda[204]
- Operação Anel de Gigantes[205]
- Operação Marcapasso[206]
- Operação Anhangá Arara[207]
- Operação Passe Fácil[208]
- Operação Backbone[209]
- Operação República Velha
- Operação Rush[210]
- Operação Ápia (sexta fase)[211]

### 2018
- Operação Integração, 48.ª fase da Operação Lava Jato [212]
- Operação Zona Cinzenta[213]
- Operação Pausare[214]
- Operação Endemia[215]
- Operação Jabuti, desdobramento da Operação Lava Jato[216]
- Operação Elemento 79[217]
- Operação Descarte, desdobramento da Operação Lava Jato[218]
- Operação Trapaça, fase 3, batizada da Operação Carne Fraca[219]
- Operação Pontes de Papel[220]
- Operação Buona Fortuna, 49.ª fase da Operação Lava Jato[221]
- Operação Terra Prometida[222]
- Operação Voto Livre, operação de combate à fake news[223]
- Operação Pão Nosso, desdobramento da Operação Lava Jato[224]
- Operação Tristitia[225]
- Operação Philoteus[226]
- Operação Sothis II, 50ª fase da Operação Lava Jato[227]
- Operação Skala, desdobramento da Operação Lava Jato[228]
- Operação Tira Teima, desdobramento da Operação Lava Jato[229]
- Operação Garabulha[230]
- Operação Encilhamento, segunda fase da Operação Papel Fantasma[231][232]
- Operação Rizoma, desdobramento da Operação Lava Jato no Rio de Janeiro [233]
- Operação Apate, contra fraudes na Lei Rouanet[234]
- Operação Câmbio, Desligo, desdobramento da Operação Lava Jato no Rio de Janeiro[235]
- Operação Prato Feito[236]
- Operação Déjà vu, 51ª fase da Operação Lava Jato[237]
- Operação Luz en la Infância[238]
- Operação Aquiles[239]
- Operação Anzol Sem Ponta[240]
- Operação Greenwich, 52ª fase da Operação Lava Jato[241]
- Operação Pedra no Caminho, desdobramento da Operação Lava Jato[242]
- Operação Laços de Família[243]
- Operação Registro Espúrio[244]
- Operação Line Up[245]
- Operação Ressonância, desdobramento da Operação Lava Jato no Rio de Janeiro[246]
- Operação Canário Pistola[247]
- Operação Golpes Master[248]
- Operação Hashtag, desdobramento da Operação Lava Jato no Rio de Janeiro[249]
- Operação Rosa dos Ventos[250]
- Operação S.O.S., desdobramento da Operação Lava Jato no Rio de Janeiro[251]
- Operação Marakata, desdobramento da Operação Lava Jato no Rio de Janeiro[252]
- Operação Piloto, 53ª fase da Operação Lava Jato[253]
- Operação Vícios II[254]
- Operação Ghost Writer[255]
- Operação Fake Money[256]
- Operação Vostok[257]
- Operação Integração II, 55.ª fase da Operação Lava Jato[258]
- Operação Cash Delivery[259]
- Operação Dolos[260]
- Operação Olhos de Lince[261]
- Operação Bravata[262]
- Operação Furna da Onça, desdobramento da Operação Lava Jato no Rio de Janeiro[263]
- Operação Sem Saída[264]
- Operação Sem Fundos, 56.ª fase da Operação Lava Jato[265]
- Operação Barbour[266]
- Operação Boca de Lobo, desdobramento da Operação Lava Jato no Rio de Janeiro[267]
- Operação Sem Limites, 57.ª fase da Operação Lava Jato[268]

### 2019
- Operação Quinto Ano, 59ª fase da Operação Lava Jato[269]
- Operação Ad Infinitum, 60º fase da Operação Lava Jato[270]
- Operação Descontaminação, desdobramento da Operação Lava Jato no Rio de Janeiro[271]
- Operação Disfarces de Mamom, 61ª fase da Operação Lava Jato[272]
- Operação Inter Fratrem[273]
- Operação Alcatraz[274]
- Operação Escobar[275]
- Operação Tergiversação[276]
- Operação Octopus[277]
- Operação Spoofing[278]
- Operação Rock City, 62ª fase da Operação Lava Jato[279]
- Operação Carbonara Chimica, 63ª fase da Operação Lava Jato[280]
- Operação Pentiti, 64ª fase da Operação Lava Jato[281]
- Operação Galeria, 65ª fase da Operação Lava Jato[282]
- Operação Alerta Mínimo, 66ª fase da Operação Lava Jato[283]
- Operação Tango & Cash, 67ª fase da Operação Lava Jato[284]
- Operação Appium, 68ª fase da Operação Lava Jato[285]
- Operação Patrón, desdobramento da Operação Lava Jato[286]
- Operação Mapa da mina, 69ª fase da Operação Lava Jato[287]
- Operação Óbolo, 70ª fase da Operação Lava Jato[288]
- Operação Chabu[289]
- Operação Harpia Fase 1[290]
- Operação Lamanai[291]
- Operação Lobos[292]
- Operação Faroeste[293]

## Década de 2020

### 2020
- Operação Narcos[294]
- Operação Hórus[295]
- Operação Último Lance[296]
- Operação Titereiro, desdobramento da Operação Lava Jato no Rio de Janeiro[297]
- Operação Calvário[298]
- Operação Virus Infectio[299]
- Operação Mercadores do Caos[300]
- Operação Favorito, desdobramento da Operação Lava Jato no Rio de Janeiro[301]
- Operação Dispneia[302]
- Operação Placebo[303]
- Operação Para Bellum[304]
- Operação Probitas[305]
- Operação Sem Limites II, 71ª fase da Operação Lava Jato[306]
- Operação Fiat Lux, desdobramento da Operação Lava Jato[307]
- Operação Dark Side[308]
- Operação Dardanários, desdobramento da Operação Lava Jato[309]
- Operação Navegar é Preciso, 72ª fase da Operação Lava Jato[310]
- Operação Ombro a Ombro, 73ª fase da Operação Lava Jato[311]
- Operação Caixa Forte[312]
- Operação Sovrapprezzo, 74ª fase da Operação Lava Jato[313]
- Operação Boeman, 75ª fase da Operação Lava Jato[314]
- Operação Rei do Crime[315]
- Operação Triângulo das Bermudas[316]
- Operação Sem Limites III, 76ª fase da Operação Lava Jato[317]
- Operação Sem Limites IV, 77ª fase da Operação Lava Jato[318]
- Operação Enterprise[319]
- Operação Sem Limites V, 78ª fase da Operação Lava Jato[320]

### 2021
- Operação Vernissage, 79ª fase da Operação Lava Jato[321]
- Operação Pseudeia, 80ª fase da Operação Lava Jato[322]
- Operação Background[323]
- Operação Data Venditionis[324]
- Operação Grão Branco[325]
- Operação Finita Servus[326]
- Operação Éris[327]
- Operação Hygea[327]
- Operação Guardiões do Bioma
- Operação Open Border[328]

### 2022
- Operação Colossus[329]
- Operação Galopeira[330]
- Operação Crédito Podre[331]
- Operação Contumácia[332]

### 2023
- Operação Trapiche[333]
- Operação Lesa Pátria[334]
- Operacão Última Milha[335]

### 2024
- Operação Vigilância Aproximada[336]
- Operação Cheating[337]
- Operação Acervo Ilegal[338]
- Operação Harpia, segunda fase[339]
- Operação Maré Segura[340]
- Operação Taeguk[341]
- Operação Tacitus[342]
- Operação Elísios[343]

### 2025
- Operação Publicanos[344]
- Operação Hancórnia, segunda fase[345]
- Operação Ourives[346]
- Operação Fantosos[347]
- Operação Caça ao Tesouro[348]
- Operação Sem Desconto[349]
- Operação Proteção Integrada II[350]
- Operação Baiuca[351]
- Operação Não seja um Laranja[352]
- Operação Destoante[353]
- Operação Elísios, segunda fase[354]
- Operação Linhagem[355]
- Operação Serôdio[356]
- Operação Timeout[357]
- Operação Taeguk, segunda fase[358]
- Operação Dia Zero[359]
- Operação Luxus[360]
- Operação Blood Guns[361]
- Operação Cargas D’água[362]
- Operação Contrato Simulado[363]
- Operação Overclean[364]
- Operação Sisamnes[365]
- Operação Conexão Sul de Minas[366]
- Operação Raízes de Papel[367]
- Operação Acesso Indevido[368]
- Operação Voto Livre[369]
- Operação H. Pylori[370]
- Operação Cancela de Ferro[371]
- Operação Specula[372]
- Operação Underhand[373]
- Operação Shoah[374]
- Operação Bandeira Livre[375]
- Operação Falsus Pecúnia Postal[376]
- Operação Vox Integra[377]
- Operação Sangue Frio[378]
- Operação Primo Oculto[379]
- Operação Sinecura[380]
- Operação Afetação[381]
- Operação Fraus[382]
- Operação Cordyceps[383]
- Operação Route 156[384]
- Operação Fênix[385]
- Operação Conexão Sul de Minas, segunda fase[386]
- Operação Narcoimperium[387]
- Operação Kore 32, segunda fase[388]
- Operação Caffeine Break[389]
- Operação Estafeta[390]
- Operação Senhores da Guerra[391]